# 全日本スノーボード技術選手権大会
全日本スノーボード技術選手権大会は、全日本スキー連盟（SAJ）教育本部が主催するスノーボードの総合滑走技術を競う年に一度開催される国内最高峰の大会である。大会に出場するには基本的に予選会を経て各都道府県の代表選手として各都道府県連盟より推薦され出場が許される。

## 概要
スキーと同じく、タイムで順位が決まるのではなく、文字どおり斜面を下る技術を競う大会であり、基礎滑走の高い次元での滑りの速さ・正確さ、効率のよい滑走技術を競う。 複数の種目をジャッジ（スノーボード専門委員、スノーボード技術員など）が判定し得点をつける。5審3採が採用されており、 最も高い得点を付けたジャッジと最も低い得点を付けたジャッジの得点が採用されない。SAJ教育本部の行事であるが、競技色の強い大会である。この大会は開催を希望し立候補した都道府県連がSAJから委託され開催し運営を行う大会である。

## 歴史
第1回大会は2004年に北海道ルスツリゾートで開催された。この年以前には数回プレ大会が開催されている。　また、2年に１度SAJスノーボードデモンストレーター選考会が併催される。
- 第01回　2004年　北海道 ルスツリゾート(第1回スノーボードデモンストレーター選考会併催)
- 第02回　2005年　北海道 ルスツリゾート
- 第03回　2006年　北海道 ルスツリゾート(第2回スノーボードデモンストレーター選考会併催)
- 第04回　2007年　長野県 白馬八方尾根スキー場
- 第05回　2008年　新潟県 石打丸山スキー場(第3回スノーボードデモンストレーター選考会併催)
- 第06回　2009年　新潟県 石打丸山スキー場
- 第07回　2010年　新潟県 石打丸山スキー場(第4回スノーボードデモンストレーター選考会併催)
- 第08回　2011年　北海道 ルスツリゾート　※東日本大震災発生により大会中止
- 第09回　2012年　北海道 ルスツリゾート(第5回スノーボードデモンストレーター選考会併催)
- 第10回　2013年　北海道 ルスツリゾート
- 第11回　2014年　北海道 ルスツリゾート(第6回スノーボードデモンストレーター選考会併催)
- 第12回　2015年　宮城県 宮城蔵王えぼしリゾート
- 第13回　2016年　宮城県 宮城蔵王えぼしリゾート(第7回スノーボードデモンストレーター選考会併催)
- 第14回　2017年　新潟県 上越国際スキー場
- 第15回　2018年　新潟県 上越国際スキー場(第8回スノーボードデモンストレーター選考会併催)
- 第16回　2019年　新潟県 上越国際スキー場
- 第17回　2020年　新潟県 石打丸山スキー場　※新型コロナウイルス感染症拡大により大会中止
- 第18回　2021年　新潟県 上越国際スキー場(第10回スノーボードデモンストレーター選考会併催)
- 第19回　2022年　新潟県 石打丸山スキー場
- 第20回　2023年　新潟県 石打丸山スキー場(第11回スノーボードデモンストレーター選考会併催)
- 第21回　2024年　群馬県 スノーパーク尾瀬戸倉
- 第22回　2025年　群馬県 鹿沢スノーエリア・予定(第12回スノーボードデモンストレーター選考会併催・予定)

## 出場資格
この大会に出場するには、SAJに加盟する各都道府県連主催もしくは、各ブロック(北海道・東北・北関東・南関東・甲信越・東海北陸・西日本)で開催する大会が予選代表選考会となっており、選抜された選手が所属する加盟団体代表選手として出場することができる。大会参加は団体組織が基本スタンスであるため個人参加はできない。またスノーボード技能テスト1級以上が必要である。
近年外国人にもエントリーが認められるようになった。当時はオープン参加であったが、現在は出場枠が各都道府県別と合わせて設けられている。このケースでエントリーする場合は国籍のある国でFIS(国際スキー連盟)に加盟する団体から推薦(エントリー承認)される必要がある。

## 歴代の上位入賞者
第1回大会からの上位入賞者は以下のとおり。
なお、奇数回数(偶数年)にはデモンストレーター選考会が併催されている。
| カテゴリ             | 優勝       | 準優勝     | 第3位     | 第4位      | 第5位     | 第6位      |
| -------------------- | ---------- | ---------- | --------- | ---------- | --------- | ---------- |
| アルペンスタイル男子 | 橋本 朝臣  | 平敷 慶彦  | 飯田 圭   | 木ノ島和弘 | 斉藤 純一 | 佐賀 健一  |
| アルペンスタイル女子 | 福島 美穂  | 高橋亜佳里 | 渡部 美保 | 君島つぎみ | 降旗 洋子 | 畑中 和美  |
| フリースタイル男子   | 白浜 泰紀  | 平間 和徳  | 竹川 恭央 | 三宅 徹    | 新井 一史 | 高橋 英明  |
| フリースタイル女子   | 岡村佳奈子 | 稲葉 直子  | 鈴木 香織 | 岡田美和子 | 諸橋 綾子 | 塚本理枝子 |

| カテゴリ             | 優勝       | 準優勝     | 第3位     | 第4位     | 第5位      | 第6位      |
| -------------------- | ---------- | ---------- | --------- | --------- | ---------- | ---------- |
| アルペンスタイル男子 | 木ノ島和弘 | 橋本 朝臣  | 森 皇二   | 平敷 慶彦 | 斉藤 純一  | 嵯城 一人  |
| アルペンスタイル女子 | 高橋亜佳里 | 福島 美穂  | 渡部 美保 | 降旗 洋子 | 外崎 亜紀  | 君島つぎみ |
| フリースタイル男子   | 平間 和徳  | 三宅 徹    | 白浜 泰紀 | 山野 智洋 | 竹川 恭央  |            |
| フリースタイル女子   | 吉村みどり | 國金美砂緒 | 稲葉 直子 | 諸橋 綾子 | 岡田美和子 | 塚本理枝子 |

| カテゴリ             | 優勝       | 準優勝     | 第3位     | 第4位      | 第5位     | 第6位     |
| -------------------- | ---------- | ---------- | --------- | ---------- | --------- | --------- |
| アルペンスタイル男子 | 木ノ島和弘 | 橋本 朝臣  | 平敷 慶彦 | 佐賀 健一  | 斉藤 純一 | 桐山 勇人 |
| アルペンスタイル女子 | 福島 美穂  | 君島つぎみ | 渡部 美保 | 林 照子    | 葉山 由香 | 佐藤 瑛子 |
| フリースタイル男子   | 布施 孝司  | 平間 和徳  | 白浜 泰紀 | 井出 直也  | 伊藤 勝   | 竹川 恭央 |
| フリースタイル女子   | 岡田美和子 | 吉村みどり | 諸橋 綾子 | 國金美砂緒 | 宮﨑 郁美 | 矢野 顕子 |

| カテゴリ             | 優勝      | 準優勝     | 第3位      | 第4位      | 第5位      | 第6位     |
| -------------------- | --------- | ---------- | ---------- | ---------- | ---------- | --------- |
| アルペンスタイル男子 | 橋本 朝臣 | 森 皇二    | 木ノ島和弘 | 斉藤 達二  | 佐賀 健一  | 中島 雪保 |
| アルペンスタイル女子 | 福島 美穂 | 降旗 洋子  | 荒巻 陽子  | 渡部 美保  | 末木 弥生  | 林 みゆき |
| フリースタイル男子   | 布施 孝司 | 井出 直也  | 三宅 徹    | 高波 徹    | 近藤 勇    | 林 一三   |
| フリースタイル女子   | 矢野 顕子 | 岡田美和子 | 宮﨑 郁美  | 國金美砂緒 | 山田佳菜子 | 石川 悦子 |

| カテゴリ             | 優勝       | 準優勝    | 第3位     | 第4位      | 第5位     | 第6位      |
| -------------------- | ---------- | --------- | --------- | ---------- | --------- | ---------- |
| アルペンスタイル男子 | 木ノ島和弘 | 佐賀 健一 | 坂本 栄樹 | 森 皇二    | 根本 一典 | 水上 秀樹  |
| アルペンスタイル女子 | 降旗 洋子  | 福島 美穂 | 佐藤 瑛子 | 渡部 美保  | 末木 弥生 | 塚本 和泉  |
| フリースタイル男子   | 白浜 泰紀  | 井出 直也 | 高波 徹   | 平間 和徳  | 布施 孝司 | 伊藤 勝    |
| フリースタイル女子   | 宮﨑 郁美  | 諸橋 綾子 | 増井 香織 | 吉村みどり | 谷 麻衣子 | 塚本理枝子 |

| カテゴリ             | 優勝       | 準優勝    | 第3位     | 第4位     | 第5位      | 第6位      |
| -------------------- | ---------- | --------- | --------- | --------- | ---------- | ---------- |
| アルペンスタイル男子 | 木ノ島和弘 | 橋本 朝臣 | 佐賀 健一 | 水上 秀樹 | 清水 寛之  | 谷口 邦晴  |
| アルペンスタイル女子 | 佐藤 瑛子  | 福島 美穂 | 武重 洋子 | 荒巻 陽子 | 林 みゆき  | 松本 知子  |
| フリースタイル男子   | 布施 孝司  | 白浜 泰紀 | 井出 直也 | 内田 塁   | 林 一三    | 平間 和徳  |
| フリースタイル女子   | 宮﨑 郁美  | 諸橋 綾子 | 谷 麻衣子 | 野村 宏美 | 岡田美和子 | 山田佳菜子 |

| カテゴリ             | 優勝      | 準優勝     | 第3位     | 第4位     | 第5位      | 第6位      |
| -------------------- | --------- | ---------- | --------- | --------- | ---------- | ---------- |
| アルペンスタイル男子 | 橋本 朝臣 | 木ノ島和弘 | 佐賀 健一 | 椎野 剛史 | 根本 一典  | 清水 寛之  |
| アルペンスタイル女子 | 武重 洋子 | 福島 美穂  | 荒巻 陽子 | 佐藤 瑛子 | 中野佳代子 | 松本 知子  |
| フリースタイル男子   | 平間 和徳 | 伊藤 勝    | 井出 直也 | 斉藤 俊秀 | 佐藤 力也  | 進藤 正勝  |
| フリースタイル女子   | 宮﨑 郁美 | 山田佳菜子 | 金寄 愛弓 | 谷 麻衣子 | 岡田美和子 | 塚本理枝子 |

第8回(2011年)　北海道ルスツリゾート　⇒　東日本大震災発生により大会中止
| カテゴリ             | 優勝      | 準優勝    | 第3位     | 第4位      | 第5位      | 第6位      |
| -------------------- | --------- | --------- | --------- | ---------- | ---------- | ---------- |
| アルペンスタイル男子 | 佐賀 健一 | 清水 寛之 | 森 皇二   | 橋本 朝臣  | 坂本 栄樹  | 飛内 伸哉  |
| アルペンスタイル女子 | 荒巻 陽子 | 林 みゆき | 稲葉 里奈 |            |            |            |
| フリースタイル男子   | 林 一三   | 伊藤 祐介 | 清水 大志 | 平間 和徳  | 井出 直也  | 近藤 勇一  |
| フリースタイル女子   | 谷 麻衣子 | 宮﨑 郁美 | 金寄 愛弓 | 高山めぐみ | 塚本理枝子 | 岡田美和子 |

| カテゴリ             | 優勝      | 準優勝    | 第3位     | 第4位      | 第5位     | 第6位     |
| -------------------- | --------- | --------- | --------- | ---------- | --------- | --------- |
| アルペンスタイル男子 | 椎野 剛史 | 橋本 朝臣 | 佐賀 健一 | 飛内 伸哉  | 清水 寛之 | 富田 陽介 |
| アルペンスタイル女子 | 澤田 里奈 | 林 みゆき | 布施 瑛子 | 松本 知子  | 清宮 知美 | 石崎 恵美 |
| フリースタイル男子   | 平間 和徳 | 林 一三   | 近藤 勇一 | 進藤 正勝  | 布施 孝司 | 井出 直也 |
| フリースタイル女子   | 谷 麻衣子 | 宮﨑 郁美 | 金寄 愛弓 | 塚本理枝子 | 野村 宏美 | 武本 由美 |

| カテゴリ             | 優勝      | 準優勝    | 第3位      | 第4位     | 第5位      | 第6位     |
| -------------------- | --------- | --------- | ---------- | --------- | ---------- | --------- |
| アルペンスタイル男子 | 森 皇二   | 椎野 剛史 | 橋本 朝臣  | 清水 寛之 | 中久保良平 | 佐賀 健一 |
| アルペンスタイル女子 | 稲葉 里奈 | 小谷 玲愛 | 林 みゆき  | 松本 知子 | 清宮 知美  | 渡辺 泉   |
| フリースタイル男子   | 平間 和徳 | 伊藤 勝   | 布施 孝司  | 内田 塁   | 林 一三    | 清水 大志 |
| フリースタイル女子   | 宮﨑 郁美 | 谷 麻衣子 | 三橋めぐみ | 東 真巳子 | 金寄 愛弓  | 野村 宏美 |

| カテゴリ             | 優勝      | 準優勝    | 第3位      | 第4位     | 第5位     | 第6位      |
| -------------------- | --------- | --------- | ---------- | --------- | --------- | ---------- |
| アルペンスタイル男子 | 橋本 朝臣 | 佐賀 健一 | 清水 寛之  | 白川 尊則 | 柳澤 貴   | 渡部 亮    |
| アルペンスタイル女子 | 稲葉 里奈 | 松本 知子 | 小谷 玲愛  |           |           |            |
| フリースタイル男子   | 布施 孝司 | 平間 和徳 | 伊藤 勝    | 林 一三   | 内田 塁   | 清水 大志  |
| フリースタイル女子   | 宮﨑 郁美 | 谷 麻衣子 | 塚本理枝子 | 金寄 愛弓 | 東 真巳子 | 木村彩恵子 |

| カテゴリ             | 優勝      | 準優勝    | 第3位     | 第4位     | 第5位     | 第6位     |
| -------------------- | --------- | --------- | --------- | --------- | --------- | --------- |
| アルペンスタイル男子 | 橋本 朝臣 | 佐賀 健一 | 白川 尊則 | 清水 寛之 | 渡部 亮   | 森 皇二   |
| アルペンスタイル女子 | 稲葉 里奈 | 小谷 玲愛 | 石崎 恵美 | 松本 知子 |           |           |
| フリースタイル男子   | 内田 塁   | 平間 和徳 | 進藤 勝   | 田口 瑞樹 | 河村 晋哉 | 布施 孝司 |
| フリースタイル女子   | 宮﨑 郁美 | 武本 由美 | 谷 麻衣子 | 河合 美保 | 浅野 詩織 | 金寄 愛弓 |

| カテゴリ             | 優勝      | 準優勝    | 第3位     | 第4位      | 第5位     | 第6位     |
| -------------------- | --------- | --------- | --------- | ---------- | --------- | --------- |
| アルペンスタイル男子 | 佐賀 健一 | 渡部 亮   | 白川 尊則 | 山本 正幸  | 吉田 泰知 | 清水 寛之 |
| アルペンスタイル女子 | 稲葉 里奈 | 布施 瑛子 | 石崎 恵美 | 小谷 玲愛  | 松本 知子 | 市村 照子 |
| フリースタイル男子   | 平間 和徳 | 進藤 勝   | 内田 塁   | 松本 卓    | 清水 大志 | 谷口 淳   |
| フリースタイル女子   | 谷 麻衣子 | 宮﨑 郁美 | 月岡 雛乃 | 塚本理枝子 | 河合 美保 | 浅野 詩織 |

| カテゴリ             | 優勝      | 準優勝    | 第3位      | 第4位      | 第5位      | 第6位      |
| -------------------- | --------- | --------- | ---------- | ---------- | ---------- | ---------- |
| アルペンスタイル男子 | 橋本 朝臣 | 佐賀 健一 | 白川 尊則  | 清水 寛之  | 栁澤 貴    | 八木 健太  |
| アルペンスタイル女子 | 稲葉 里奈 | 小谷 玲愛 | 吉澤しのぶ | 市村 照子  | 田口あゆみ | 松本 知子  |
| フリースタイル男子   | 進藤 勝   | 平間 和徳 | 大月 秀俊  | 平野 幹夫  | 藤巻 俊介  | 赤池 優作  |
| フリースタイル女子   | 月岡 雛乃 | 武本 由美 | 岡 絵里子  | 山田佳菜子 | 宮﨑 郁美  | 塚本理枝子 |

| カテゴリ             | 優勝      | 準優勝    | 第3位      | 第4位      | 第5位     | 第6位      |
| -------------------- | --------- | --------- | ---------- | ---------- | --------- | ---------- |
| アルペンスタイル男子 | 白川 尊則 | 佐賀 健一 | 栁澤 貴    | 渡部 亮    | 説田 真之 | 皆川 優斗  |
| アルペンスタイル女子 | 小谷 玲愛 | 稲葉 里奈 | 吉澤しのぶ | 今村 宏美  |           |            |
| フリースタイル男子   | 平野 幹夫 | 平間 和徳 | 赤池 優作  | 領毛 奎胡  | 清水 大志 | 丸山 陽介  |
| フリースタイル女子   | 月岡 雛乃 | 宮﨑 郁美 | 河合 美保  | 山田佳菜子 | 上野 忍   | 西間木佑姫 |

第17回(2020年)　新潟県石打丸山スキー場　⇒　新型コロナウイルス感染症拡大により大会中止
| カテゴリ                                       | 優勝      | 準優勝    | 第3位      | 第4位      | 第5位     | 第6位     |
| ---------------------------------------------- | --------- | --------- | ---------- | ---------- | --------- | --------- |
| アルペンスタイル男子                           | 山本 隼也 | 白川 尊則 | 八木 健太  | 説田 真之  | 佐賀 健一 | 山本 正幸 |
| フリースタイル男子                             | 丸山 陽介 | 富樫 貴史 | 藤巻 俊介  | 平野 幹夫  | 柴田 大   | 布施 孝司 |
| フリースタイル女子・アルペンスタイル女子(混走) | 宮﨑 郁美 | 月岡 雛乃 | 黒木あかり | 吉村美乃梨 | 清水 由美 | 河合 美保 |

| カテゴリ             | 優勝      | 準優勝     | 第3位     | 第4位     | 第5位      | 第6位     |
| -------------------- | --------- | ---------- | --------- | --------- | ---------- | --------- |
| アルペンスタイル男子 | 山本 隼也 | 白川 尊則  | 八木 健太 | 黒木 誠   | 椎野 剛史  | 坂本 栄樹 |
| アルペンスタイル女子 | 飯塚 祐貴 | 黒木あかり | 小谷 玲愛 |           |            |           |
| フリースタイル男子   | 滝口 雅司 | 近藤 勇一  | 丸山 陽介 | 山田 悠斗 | 富樫 貴史  | 小澤 宏充 |
| フリースタイル女子   | 月岡 雛乃 | 吉村美乃梨 | 宮﨑 郁美 | 石田 悦美 | 山田佳菜子 | 清水 由美 |

| カテゴリ             | 優勝       | 準優勝     | 第3位     | 第4位      | 第5位       | 第6位      |
| -------------------- | ---------- | ---------- | --------- | ---------- | ----------- | ---------- |
| アルペンスタイル男子 | 山本 隼也  | 説田 寛之  | 白川 尊則 | 柳澤 貴    | 八木 健太   | 黒木 誠    |
| アルペンスタイル女子 | 飯塚 祐貴  | 黒木あかり | 稲葉 里奈 | 小谷 玲愛  | 佐藤 あゆみ | 浅井美也子 |
| フリースタイル男子   | 滝口 雅司  | 近藤 勇一  | 保田 光陽 | 小澤 宏充  | 富樫 貴史   | 丸山 陽介  |
| フリースタイル女子   | 吉村美乃梨 | 月岡 雛乃  | 綾部 香里 | 山田佳菜子 | 清水 由美   | 鹿川 晴可  |

| カテゴリ             | 優勝       | 準優勝    | 第3位     | 第4位     | 第5位      | 第6位     |
| -------------------- | ---------- | --------- | --------- | --------- | ---------- | --------- |
| アルペンスタイル男子 | 白川 尊則  | 山本 隼也 | 説田 寛之 | 白川 裕則 | 高橋 賢慎  | 佐賀 健一 |
| アルペンスタイル女子 | 飯塚 祐貴  | 佐藤 江峰 | 小谷 玲愛 | 稲葉 里奈 |            |           |
| フリースタイル男子   | 稲村 潤巳  | 滝口 雅司 | 小澤 宏充 | 丸山 陽介 | 近藤 勇一  | 寺島 夢翔 |
| フリースタイル女子   | 吉村美乃梨 | 宮﨑 郁美 | 月岡 雛乃 | 河合 美保 | 松永英里子 | 清水 由美 |

## その他
・全日本スノーボード技術選手権大会開催規程(SAJ)
・全日本スノーボード技術選手権大会運営細則(SAJ)
- 日本スノーボード協会主催の「全日本スノーボードテクニカル選手権大会」とは同ジャンルだが関連はない。